# Les Espaces d’Abraxas
Les Espaces d’Abraxas (pol. Przestrzenie Abraxasa) – postmodernistyczny kompleks architektoniczny projektu Ricardo Bofilla, położony w Noisy-le-Grand około 15 km od centrum Paryża. Kompleks został zaprojektowany w 1978 roku na zlecenie rządu francuskiego i był elementem projektu utworzenia pięciu „Nowych Miast” na obrzeżach aglomeracji paryskiej.
Postmodernistyczny projekt wykorzystuje klasyczne motywy i nowe technologie budowlane, aby osiągnąć luksusową estetykę, wcześniej zarezerwowaną dla wyższych klas.
Kompleks był wykorzystywany w licznych filmach i programach telewizyjnych, m.in. w Brazil (1985), Igrzyskach śmierci: Kosogłos. Część 2 (2015) i Arkadii (2023).
Został on wykorzystany również jako tło teledysku do utworu C’est la vie rapera Quebonafide.

## Opis
Zaprojektowano go w 1978 roku, a ukończono w 1982 roku. Składa się z trzech budynków: Le Palacio (pałac) – największego, na przeciwko niego znajduje się Le Théâtre (teatr), a pomiędzy nimi znajduje się mniejszy L'Arc (łuk).  Le Palacio ma 441 lokali mieszkalnych, Le Théâtre ma 130, a L’Arche ma 20 – łącznie 591.
W kolejnych dekadach po powstaniu kompleksu jego stan techniczny uległ pogorszeniu do tego stopnia, że w połowie lat 10. XXI w. rozważano jego rozbiórkę. W 2018 roku gmina Noisy-le-Grand ogłosiła, że Bofill będzie nadzorował renowację Les Espaces d’Abraxas i szereg innych pobliskich inwestycji, w tym nową zabudowę.

## Nazwa
Les Espaces d’Abraxas można dosłownie przetłumaczyć jako Przestrzenie Abraxasa i jest to nawiązanie do greckiego imienia Abraxas i jest ono nawiązaniem do postmodernistycznego stylu architektonicznego budynku, który zawiera odniesienia wizualne do starożytnej architektury greckiej i rzymskiej.

## Lokalizacja i transport
Budynek znajduje się w regionie Noisy-le-Grand, gminie położonej na wschodnich przedmieściach Paryża. Do budynku można dostać się pociągiem Réseau Express Régional (RER), który kursuje bezpośrednio z centrum Paryża (Gare de Lyon) do stacji Noisy-le-Grand – Mont d'Est. Noisy-le-Grand znajduje się w strefie 4 RATP (Régie Autonome des Transports Parisiens).